# McDonnell Douglas F-15E Strike Eagle
McDonnell Douglas F-15E Strike Eagle – amerykański myśliwiec wielozadaniowy, rozwinięcie konstrukcji F-15 Eagle. W przeciwieństwie do pierwotnych wersji F-15, które są niemal wyłącznie myśliwcami przewagi powietrznej, Strike Eagle to maszyna zdolna do prowadzenia ataków na cele naziemne, także nocą, z małej wysokości i przy dowolnych warunkach pogodowych, zachowując przy tym możliwość walki z innymi samolotami.

## Historia
Pierwsze F-15 trafiły do służby w USAF w listopadzie 1974 roku. Pięć lat później na stanie Sił Powietrznych pojawiły się pierwsze F-15C i F-15D.
W 1981 roku do walki o zastąpienie samolotów F-111 Aardvark stanęły F-16XL i F-15E. Po niemal trzech latach prób zapadła decyzja, by zamówić Strike Eagle’a, który okazał się konstrukcją tańszą i bezpieczniejszą dla załogi (dzięki dwóm silnikom), i tak w lipcu 1985 roku zaczęto montaż trzech F-15E. Pierwszy lot (maszyna o numerze seryjnym 86-0183) odbył się 11 grudnia tego samego roku w Saint Louis.
Pierwszy F-15E trafił do służby w 12 kwietnia 1988 roku w bazie Luke w stanie Arizona (461. Myśliwska Szkolna Eskadra Taktyczna), a 30 września następnego roku maszyny te osiągnęły gotowość bojową w szeregach 336. Eskadry Myśliwskiej. Dla samych sił powietrznych USA wyprodukowano 236 maszyn.

## Służba
F-15E po raz pierwszy wzięły udział w walce podczas pierwszej wojny w Zatoce Perskiej. W trakcie tego konfliktu F-15E odniosły jedno zwycięstwo powietrzne: 14 lutego 1991 roku strącono śmigłowiec Mi-24 za pomocą bomby GBU-10 Od tamtego czasu regularnie brały udział w działaniach USAF-u na Bliskim Wschodzie (operacja Southern Watch, operacja Desert Fox, operacje Provide Comfort) aż po inwazję na Irak. Wykonywały także misje bojowe nad Jugosławią i Afganistanem, a w końcu nad Libią.
Królewskie Saudyjskie Siły Powietrzne wykorzystywały swoje F-15S do ataków na rebeliantów w Jemenie od 2009 roku. Z kolei izraelskie F-15I Raam wykonywały misje bojowe w Libanie i Strefie Gazy, a także w ataku na syryjskie instalacje nuklearne w 2007 roku.
W Stanach Zjednoczonych planowane jest utrzymanie F-15E w czynnej służbie do 2035 roku.
Amerykańscy piloci żargonowo nazywają F-15E Beagle (bomb + Eagle) lub Mudhen.

## Opis techniczny
Załoga F-15E składa się z dwóch lotników: pilota (na przednim fotelu) i operatora uzbrojenia. Tylne stanowisko wyposażone jest w cztery monitory, na których wyświetlać można w dowolnej konfiguracji „ruchomą” mapę, dane z radaru, czujników podczerwieni czy systemów walki radioelektronicznej, a także dane o stanie maszyny i uzbrojenia czy o zagrożeniach i celach. Stanowisko pilota ma trzy tego typu ekrany i wyświetlacz HUD. Strike Eagle jest w stanie równocześnie atakować cele powietrzne (odpowiada za to pilot) i naziemne (operator uzbrojenia).
Napęd zapewniają dwa silniki Pratt & Whitney F100-PW-220 lub F100-PW-229. Zapas paliwa w porównaniu do F-15C znacznie powiększono dzięki zastosowaniu dwóch konforemnych (dopasowanych do kształtu kadłuba i zamontowanych wzdłuż niego) zbiorników paliwa, które mieszczą dodatkowe 2839 litrów (750 galonów) paliwa.

### Uzbrojenie
Oprócz stałego działka M61 Vulcan (zapas amunicji: 500 sztuk) F-15E może przenosić rakiety powietrze-powietrze AIM-9 Sidewinder i AIM-120 AMRAAM oraz szeroki wachlarz uzbrojenia powietrze-ziemia (pociski rakietowe, bomby konwencjonalne i sterowane, w tym JDAM, Small Diameter Bomb i SLAM ER, a także bomby jądrowe B61).

### Awionika
- radar APG-70 (w 2008 roku podpisano z Boeingiem kontrakt na wymianę tych radarów na nowocześniejsze APG-82 Active Electronically Scanned Array).
- LANTIRN, Litening

## Użytkownicy
- Królewskie Saudyjskie Siły Powietrzne (F-15S/F-15SA)
- Siły Powietrzne Izraela (F-15I Ra’am)
- Siły Powietrzne Republiki Korei (F-15K Slam Eagle)
- Siły Powietrzne Republiki Singapuru (F-15SG)
- Siły Powietrzne Stanów Zjednoczonych

W czerwcu 2017 Ministerstwo Obrony Kataru poinformowało o zawarciu kontraktu na zakup 36 Boeing F-15QA.
     F-15 Eagle
     F-15E Strike Eagle
     F-15 Eagle i F-15 Strike Eagle

## Galeria

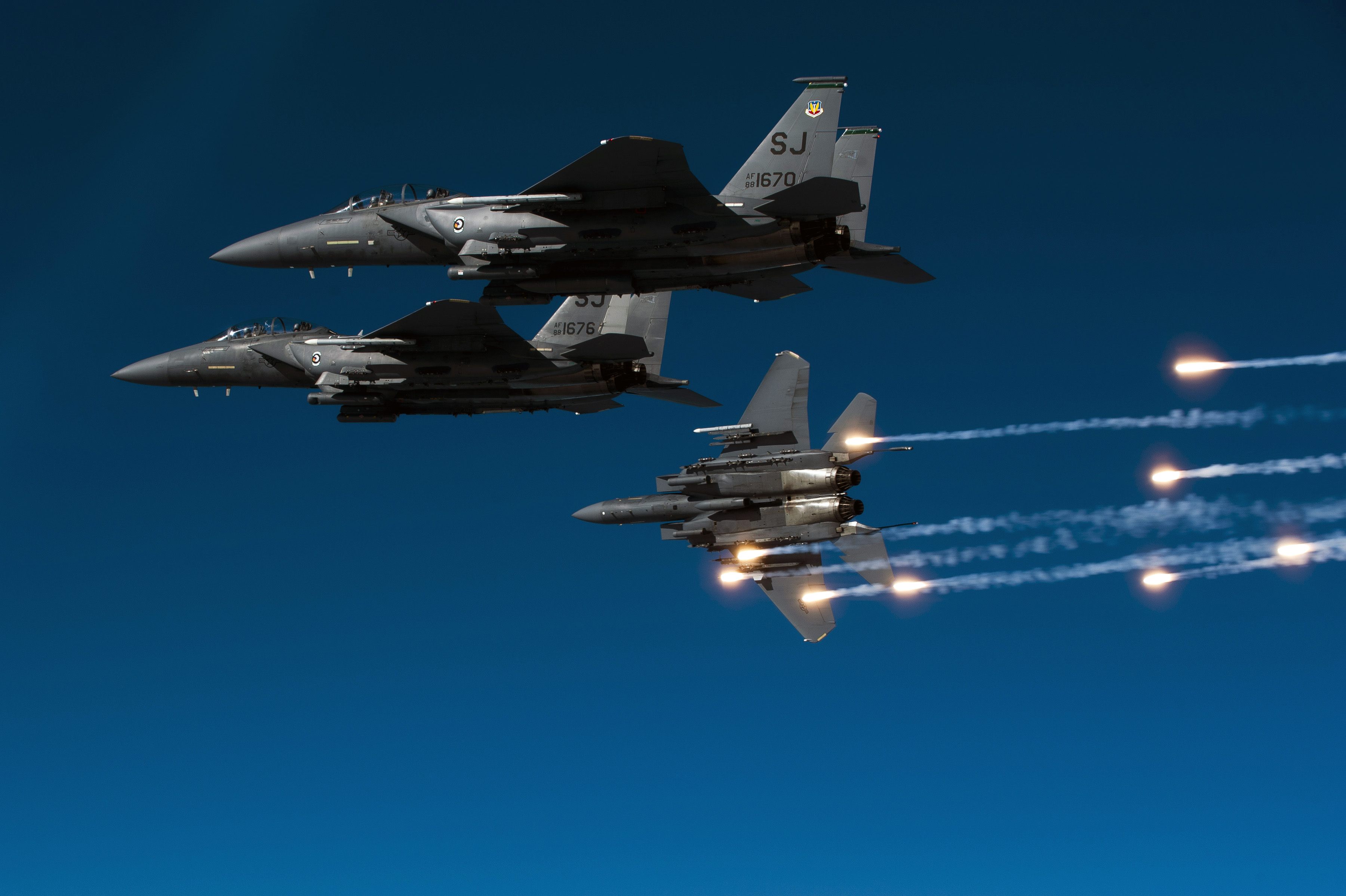
Formacja F-15E w locie ćwiczebnym nad Karoliną Północną
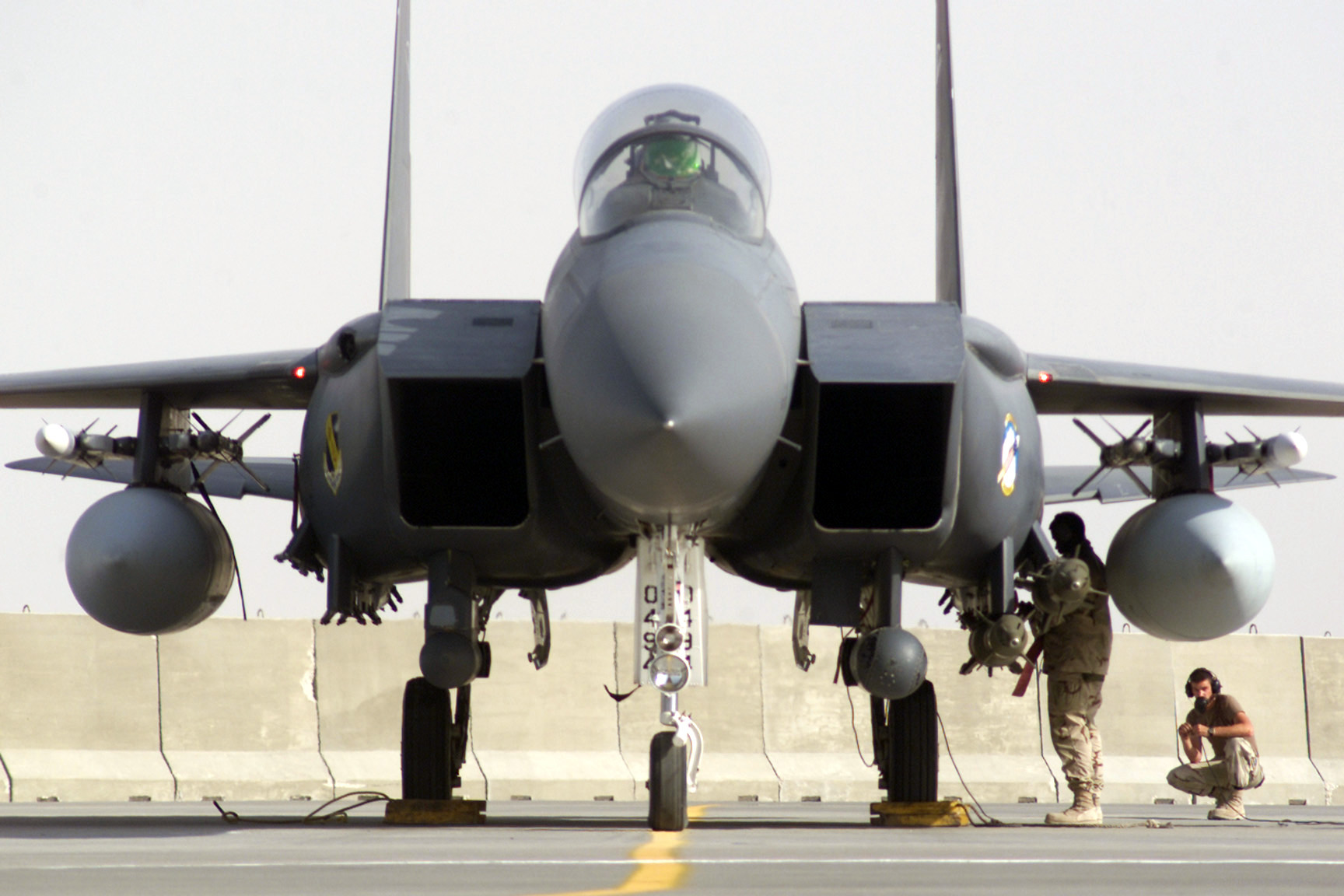
F-15E od przodu. Widoczny LANTIRN, zbiorniki paliwa pod skrzydłami, pociski AIM-120 (z białą głowicą) i AIM-9. Technik pracuje przy zamontowanych pod zbiornikiem konforemnym bombach GBU-12
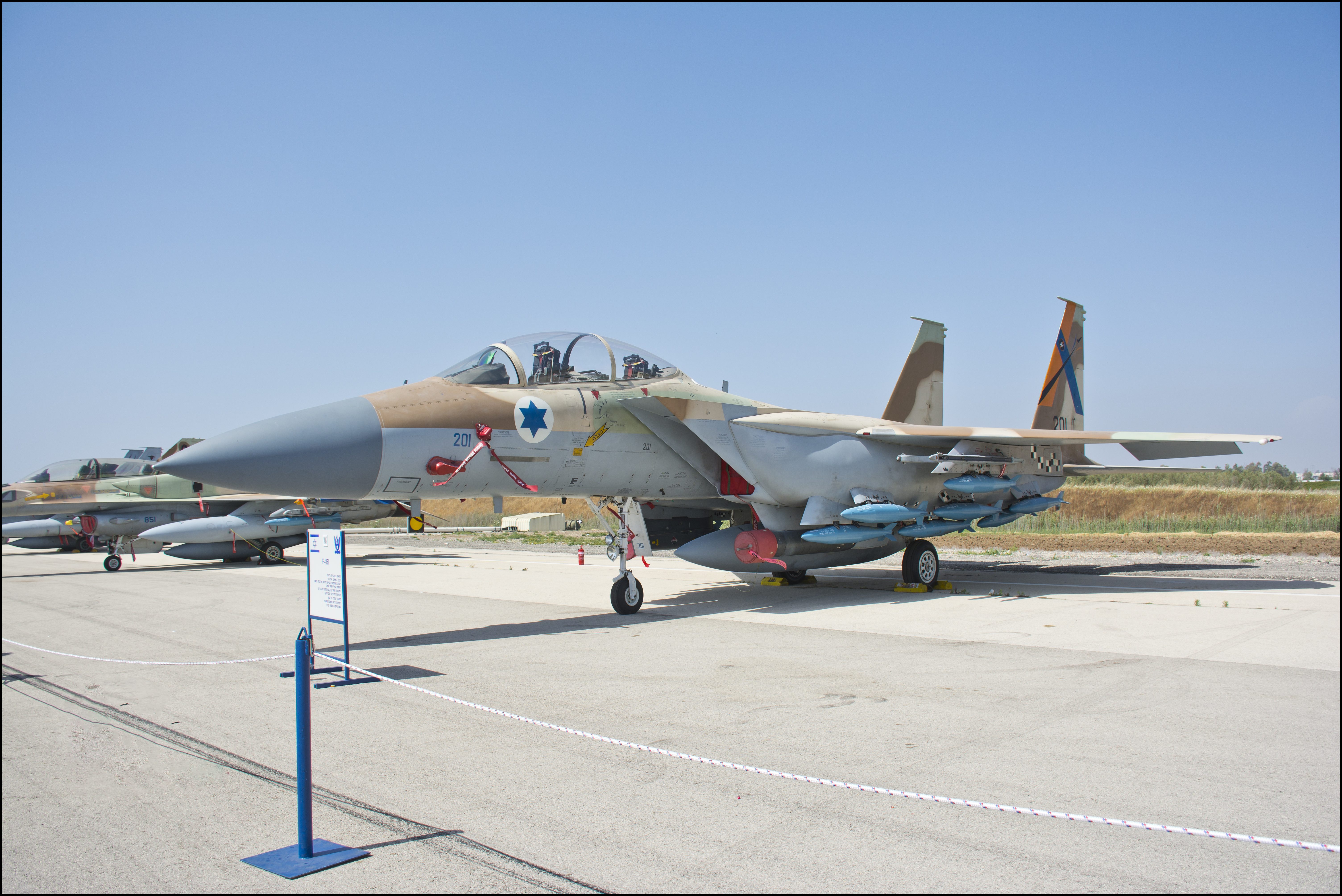
F-15I Ra’am Sił Powietrznych Izraela
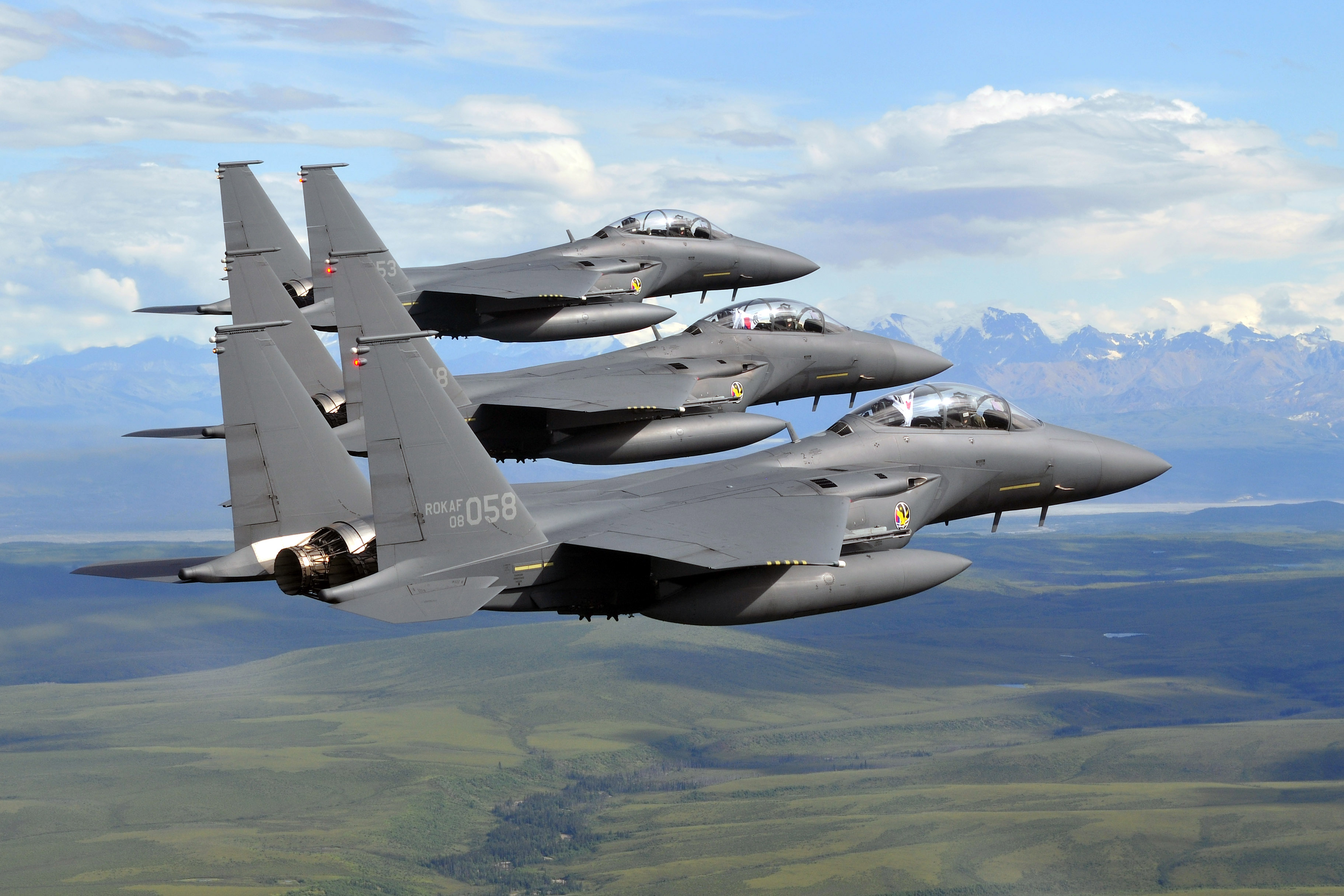
Formacja południowokoreańskich F-15K
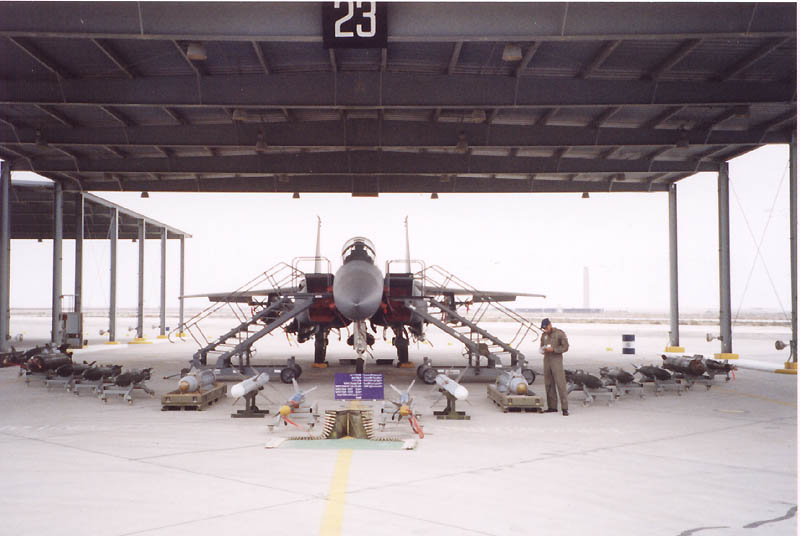
F-15S Królewskich Saudyjskich Sił Powietrznych
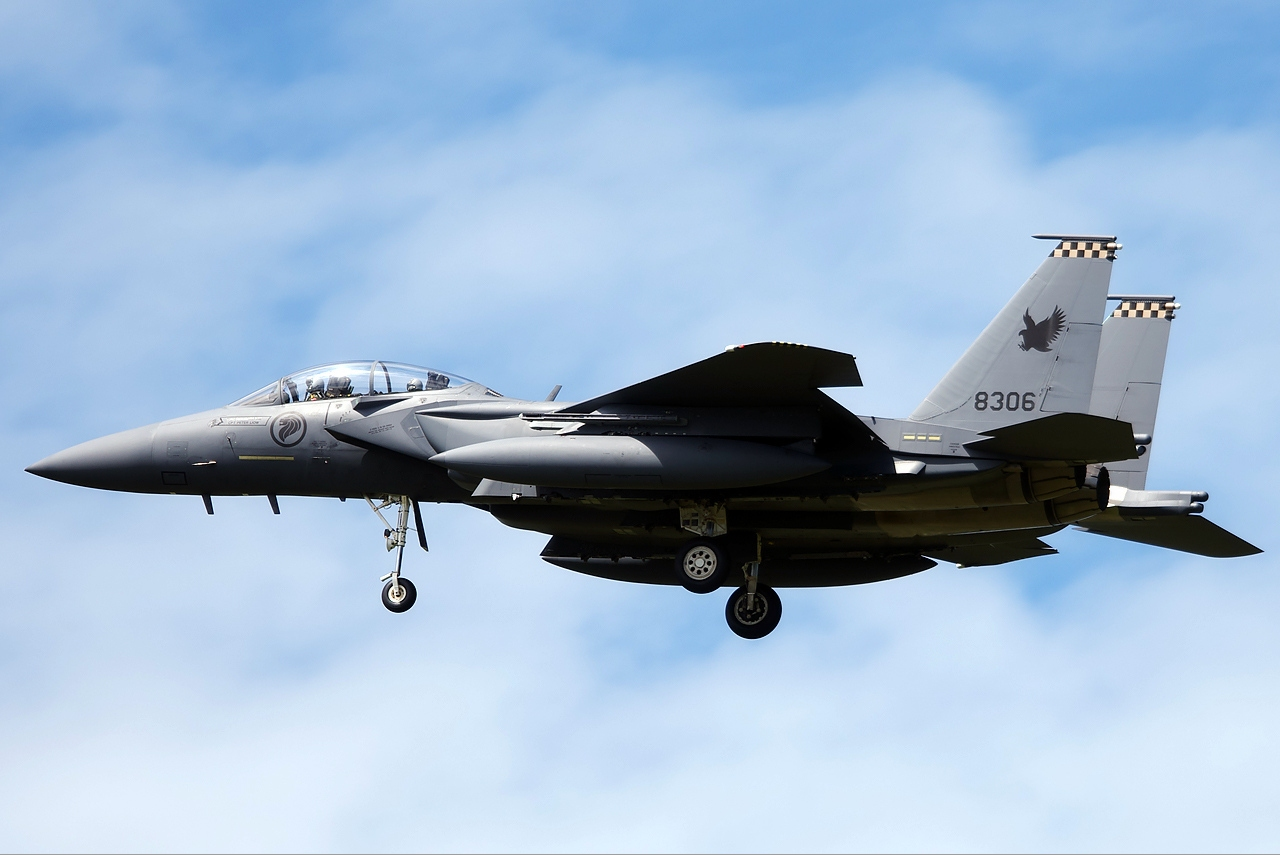
F-15SG Sił Powietrznych Republiki Singapuru